# Liste der Baudenkmale in Baddeckenstedt
In der Liste der Baudenkmale in Baddeckenstedt sind alle Baudenkmale der niedersächsischen Gemeinde Baddeckenstedt und der Ortsteile Binder, Oelber am weißen Wege, Rhene und Wartjenstedt aufgelistet. Die Quelle der Baudenkmale ist der Denkmalatlas Niedersachsen. Der Stand der Liste ist der 21. November 2020.

## Allgemein
In den Spalten befinden sich folgende Informationen:
- Lage: die Adresse des Baudenkmales und die geographischen Koordinaten. Kartenansicht, um Koordinaten zu setzen. In der Kartenansicht sind Baudenkmale ohne Koordinaten mit einem roten Marker dargestellt und können in der Karte gesetzt werden. Baudenkmale ohne Bild sind mit einem blauen Marker gekennzeichnet, Baudenkmale mit Bild mit einem grünen Marker.
- Bezeichnung: Bezeichnung des Baudenkmales
- Beschreibung: die Beschreibung des Baudenkmales. Unter § 3 Abs. 2 NDSchG werden Einzeldenkmale und unter § 3 Abs. 3 NDSchG Gruppen baulicher Anlagen und deren Bestandteile ausgewiesen.
- ID: die Objekt-ID des Baudenkmales
- Bild: ein Bild des Baudenkmales, ggf. zusätzlich mit einem Link zu weiteren Fotos des Baudenkmals im Medienarchiv Wikimedia Commons. Wenn man auf das Kamerasymbol klickt, können Fotos zu Baudenkmalen aus dieser Liste hochgeladen werden:

## Baddeckenstedt

### Gruppe: Kirchhof Baddeckenstedt
Die Gruppe „Kirchhof Baddeckenstedt“ wurde um 1300 erneuert und wurde Petrus geweiht. 1841 brach der Kirchturm zusammen. Die Gruppe hat die ID 33965796.

| Lage                                        | Bezeichnung | Beschreibung | ID       | Bild           |
| ------------------------------------------- | ----------- | --- | -------- | -------------- |
| An der Kirche 5 52° 5′ 0″ N, 10° 13′ 49″ O  | Kirche      | Die rechteckige Saalkirche aus verputztem Bruchsteinmauerwerk unter einem Satteldach erhielt nach Einsturz des Turms einen Westabschluss und einen Dachreiter. Im Inneren sind der Kanzelaltar und das Deckengemälde von 1719 erwähnenswert. | 34080237 | Weitere Bilder |
| An der Kirche 5 52° 4′ 59″ N, 10° 13′ 49″ O | Kirchhof    | Der Kirchhof wurde als Friedhof noch bis 1878 genutzt. Zwei Kriegerdenkmale finden sich für die Gefallenen des Ersten und Zweiten Weltkriegs. 2014 wurde die Böschungsmauer saniert.                                                         | 34080259 | BW             |

### Gruppe: Hofanlage An der Kirche 1
Die Gruppe „Hofanlage An der Kirche 1“ geht auf eine Hofanlage aus dem 17. Jahrhundert zurück. Die Gebäude sind aus dem 18. und 19. Jahrhundert überliefert. Die Gruppe hat die ID 33965813.

| Lage                                       | Bezeichnung | Beschreibung | ID       | Bild |
| ------------------------------------------ | ----------- | --- | -------- | ---- |
| An der Kirche 1 52° 5′ 2″ N, 10° 13′ 46″ O | Wohnhaus    | Um 1830 erweitertes und im 18. Jahrhundert errichtetes zweigeschossiges Fachwerkgebäude auf einem Quadersockel unter einem Halbwalmdach.            | 34080123 | BW   |
| An der Kirche 1 52° 5′ 1″ N, 10° 13′ 47″ O | Scheune     | Die Fachwerkscheune auf einem Quadersockel unter einem Halbwalmdach besitzt eine Quer- und eine Längseinfahrt und steht traufständig zur Hofanlage. | 34080147 | BW   |
| An der Kirche 1 52° 5′ 2″ N, 10° 13′ 47″ O | Brunnen     | Schöpfbrunnen mit einer Steineinfassung | 34080169 | BW   |

### Einzeldenkmale
| Lage                                        | Bezeichnung              | Beschreibung | ID       | Bild |
| ------------------------------------------- | ------------------------ | --- | -------- | ---- |
| An der Kirche 2 52° 5′ 0″ N, 10° 13′ 46″ O  | Wohnhaus                 | Nach 1654 als Pfarrhaus errichtetes zweigeschossiges Fachwerkgebäude auf einem Werksteinsockel unter einem Halbwalmdach. 1834 erneuert. | 34080190 | BW   |
| An der Kirche 4 52° 5′ 1″ N, 10° 13′ 49″ O  | Wohn-/Wirtschaftsgebäude | 1753 als Lehrerwohnhaus errichtetes zweigeschossiges Fachwerkgebäude auf einem Quadersockel unter einem Satteldach. 1855 wurde die Schule angebaut. 2013 zur Heimatstube umgebaut.                                                                         | 34080214 | BW   |
| Heerer Straße 3 52° 5′ 0″ N, 10° 13′ 51″ O  | Wohnhaus                 | Um 1830 errichtetes zweigeschossiges klassizistisches Fachwerkgebäude auf einem Werksteinsockel unter einem Schopfwalmdach. | 34080282 | BW   |
| Lindenstraße 10 52° 5′ 10″ N, 10° 13′ 57″ O | Grenzstein               | Wohl versetzter Grenzstein für die Landesgrenze zwischen dem Herzogtum Braunschweig (H B) und dem Königreich Hannover (K H). | 34080359 | BW   |
| Mühlenstraße 52° 5′ 6″ N, 10° 13′ 56″ O     | Gedenkstätte             | 1898 errichtete und eingefriedete Granitstele auf einem Sockel mit Reichsadler, der Apfel und Krone trägt, für die Gefallenen des Krieges von 1870/1871.                                                                                                   | 34080381 | BW   |
| Zur Rast 11 52° 5′ 21″ N, 10° 13′ 45″ O     | Empfangsgebäude          | 1893 errichtetes zweiteiliges und zweigeschossiges Empfangsgebäude an der Bahnstrecke Hildesheim–Goslar im Stil eines Schweizerhauses mit Laubsägearbeiten, dessen Drempel unter einem Zeltdach.                                                           | 34080432 |      |
| Zur Rast 32 52° 5′ 19″ N, 10° 14′ 3″ O      | Wohnhaus                 | 1873 als anderthalbgeschossiges Gebäude von Julius Alfeis auf einem Werksteinsockel unter einem Satteldach mit einem Mittelrisaliten errichtet. 1889 von der katholischen Kirche erworben und heute als Gemeindehaus der Albertus-Magnus-Gemeinde genutzt. | 34080458 |      |

### Ehemalige Baudenkmale
| Lage                                     | Bezeichnung | Beschreibung | ID       | Bild |
| ---------------------------------------- | ----------- | --- | -------- | ---- |
| Lindenstraße 52° 5′ 19″ N, 10° 13′ 38″ O | Kalkofen    | Vormals auf dem Gelände der Zuckerfabrik befindlicher Kalkofen aus Stahl. 1993 aus dem Denkmalverzeichnis entfernt. | 34080308 | BW   |
| Mühlenstraße 52° 5′ 8″ N, 10° 13′ 52″ O  | Wehr        | Um 1900 errichtete Schützenwehr. 1993 aus dem Denkmalverzeichnis entfernt.                                          | 34080405 | BW   |

## Binder (Baddeckenstedt)

### Gruppe: Rittergut Binder
Die Gruppe „Rittergut Binder“ wurde ursprünglich zwischen 1592 und 1615 auf dem Gelände einer früheren Wasserburg angelegt. 1816 wurde das Rittergut von Ernst Graf zu Münster erworben und vom Architekten Georg Ludwig Friedrich Laves umgestaltet. Es hat die ID 33965829.

| Lage                                               | Bezeichnung | Beschreibung | ID       | Bild |
| -------------------------------------------------- | ----------- | --- | -------- | ---- |
| Hauptstraße 1 52° 5′ 41″ N, 10° 11′ 41″ O          | Herrenhaus  | Um 1600 errichtetes teilweise massives, teils als Fachwerkgebäude errichtetes Herrenhaus. Das Renaissanceportal wurde 1592 erbaut. Das Fachwerk wurde im 19. Jahrhundert erneuert. | 34080483 | BW   |
| Hauptstraße 1B 52° 5′ 40″ N, 10° 11′ 46″ O         | Scheune     | Um 1820 errichtete teils ein-, teils zweigeschossige Scheune aus Naturstein unter einem Walmdach                                                                                   | 34080534 | BW   |
| Hauptstraße 1 52° 5′ 41″ N, 10° 11′ 45″ O          | Scheune     | Um 1820 errichtete eingeschossige Scheune aus Naturstein unter einem Walmdach mit einem Zwerchhaus in der Mitte zum Hof.                                                           | 34080557 | BW   |
| Hauptstraße 1 52° 5′ 39″ N, 10° 11′ 43″ O          | Remise      | 1885 errichtetes anderthalbgeschossiges Ziegelgebäude auf einem Werksteinsockel und unter einem Satteldach. Mittelrisalit mit Kreuzdach.                                           | 34080509 | BW   |
| Hauptstraße 1 52° 5′ 42″ N, 10° 11′ 43″ O          | Stall       | 1820 errichteter eingeschossiger massiver Stall unter einem Walmdach. Drei Zwerchhäuser.                                                                                           | 34080580 | BW   |
| Hauptstraße 1A 52° 5′ 42″ N, 10° 11′ 42″ O         | Wohnhaus    | Im 19. Jahrhundert errichtetes eingeschossiges Fachwerkgebäude auf einem Natursteinsockel und unter einem Satteldach mit Schleppgaube im Osten.                                    | 34080603 | BW   |
| Hauptstraße 1A 52° 5′ 42″ N, 10° 11′ 41″ O         | Gewächshaus | Um 1830 nach den Plänen von Laves errichtetes Gewächshaus | 46209688 | BW   |
| Hauptstraße 1 52° 5′ 45″ N, 10° 11′ 37″ O          | Park        | Das Parkgelände mit altem Baumbestand zeigt eine Rasenfläche, Teich und Wasserlauf.                                                                                                | 34080625 | BW   |
| Thieberg / Hauptstraße 52° 5′ 38″ N, 10° 11′ 40″ O | Einfriedung | monolithische Steinpfosten mit neobarocken Vasenaufsätzen als Tor | 34080648 | BW   |

### Einzeldenkmale
| Lage                                   | Bezeichnung | Beschreibung                                                                                     | ID       | Bild |
| -------------------------------------- | ----------- | ------------------------------------------------------------------------------------------------ | -------- | ---- |
| Thieberg 3 52° 5′ 37″ N, 10° 11′ 36″ O | Kirche      | 1615 von den Gutsherren von Stopler gestiftete Saalkirche unter einem Satteldach mit Dachreiter. | 34080670 | BW   |
| Thieberg 3 52° 5′ 38″ N, 10° 11′ 35″ O | Grabstein   | 1849 für Elise Wilkens als Grabstein errichteter Pylon auf einem Schmiegensockel mit Abdachung   | 34080695 | BW   |

## Oelber am weißen Wege

### Gruppe: Kirchhof Oelber am weißen Wege
Die Gruppe „Kirchhof Oelber am weißen Wege“ wurde durch die Gebrüder Franz und Burchard von Cramm gestiftet und 1592 angelegt. Die frühere Kirche war abgebrochen worden. Die Gruppe aus St.-Annen-Kirche und Kirchhof hat die ID 33965846.

| Lage                                                 | Bezeichnung | Beschreibung | ID       | Bild           |
| ---------------------------------------------------- | ----------- | --- | -------- | -------------- |
| Heinrich-Kinkel-Straße 15 52° 6′ 1″ N, 10° 14′ 18″ O | Kirche      | Die von 1592 bis 1594 errichtete Saalkirche St. Annen aus Bruchsteinmauerwerk unter einem Satteldach mit Dachreiter. 13 Grabsteine innerhalb der Kirche sind der Familie von Cramm zuzuordnen. 1834 wurde die Kirche restauriert. 2013 konnten die Malereien von Adolf Quensen freigelegt werden. | 34080763 | Weitere Bilder |
| Heinrich-Kinkel-Straße 15 52° 6′ 2″ N, 10° 14′ 18″ O | Kirchhof    | Von der Straße Richtung Kirche aufsteigendes Gelände mit altem Baumbestand und einer Böschungsmauer | 34080787 | BW             |

### Gruppe: Erbbegräbnis von Cramm
Die Gruppe „Erbbegräbnis von Cramm“ hat die ID 33965863.

| Lage                                                 | Bezeichnung | Beschreibung | ID       | Bild |
| ---------------------------------------------------- | ----------- | --- | -------- | ---- |
| Heinrich-Kinkel-Straße 15 52° 6′ 2″ N, 10° 14′ 21″ O | Kapelle     | 1877 errichtete neoromanische Ziegelbasilika auf einem Werksteinsockel unter einem Satteldach mit den Seitenräumen unter Pultdächern. Das Tympanon über dem Westportal zeigt das Wappen des Ehepaars Edgar von Cramm und Anna von Wrede. | 34080809 | BW   |
| Heinrich-Kinkel-Straße 15 52° 6′ 2″ N, 10° 14′ 21″ O | Grabmale    | Ab 1851 angelegte Grabmale der Familie von Cramm | 34080738 | BW   |

### Gruppe: Schloss Oelber am weißen Wege
Die Gruppe „Schloss Oelber am weißen Wege“ ist an die Stelle der früheren Burg, die 1226 erstmals urkundlich erwähnt wurde, getreten. Die Schlossanlage stammt aus dem späten 16. Jahrhundert. Zwischen 1820 und 1840 wurden die Wirtschaftsgebäude der sog. Unterburg abgebrochen und neu errichtet. Die Gruppe hat die ID 33965879.

| Lage                                                            | Bezeichnung        | Beschreibung | ID       | Bild           |
| --------------------------------------------------------------- | ------------------ | --- | -------- | -------------- |
| Rittergut 1 52° 6′ 6″ N, 10° 14′ 17″ O                          | Schloss            | Die 1588 errichtete dreiviertelringförmige Schlossanlage besteht aus einem dreigeschossigen Massivbau mit einem Altan und einer Durchfahrt im Süden, einem zweigeschossigen Massivbau im Osten mit achteckigem Türmchen, Erker, Loggia und Terrasse zum Park und einem fünfgeschossigen Bergfried und einem Nordflügel, der einen dreigeschossigen Massivbau, einen zweistöckigen Fachwerkbau auf hohem Kellersockel und einen dreistöckigen Fachwerkbau umfasst. Der Bergfried befindet sich unter einem Kegeldach. | 34080949 | Weitere Bilder |
| Schlossstraße 2 52° 6′ 5″ N, 10° 14′ 14″ O                      | Wohnhaus           | Das 1594 errichtete zweiteilige Renaissancegebäude (sog. Unterburg) wurde 1820 um einen Wirtschaftsteil ergänzt. Die Massivbauten sind aus Bruchsteinmauerwerk gefertigt und stehen unter einem Satteldach. | 34081024 | Weitere Bilder |
| Schlossstraße 52° 6′ 5″ N, 10° 14′ 12″ O                        | Wirtschaftsgebäude | Um 1920 errichtetes zweigeschossiges Massivgebäude aus Bruchsteinmauerwerk unter einem Satteldach. Zwei Zwerchhäuser. | 34080976 | BW             |
| Lichtenberger Straße 40 52° 6′ 7″ N, 10° 14′ 11″ O              | Wohnhaus           | Um 1830 errichtetes zweigeschossiges Fachwerkgebäude unter einem Halbwalmdach. | 34080855 | BW             |
| Lichtenberger Straße 40 52° 6′ 7″ N, 10° 14′ 13″ O              | Stall              | Zwischen 1820 und 1840 errichteter Massivstall aus Bruchsteinmauerwerk unter einem Halbwalmdach im Osten mit Mittelrisalit | 34081001 | BW             |
| Lichtenberger Straße 40 52° 6′ 7″ N, 10° 14′ 11″ O              | Nebengebäude       | Teil der Gutsanlage | 34081001 | BW             |
| Lichtenberger Straße 52° 6′ 8″ N, 10° 14′ 20″ O                 | Park               | Nach Nordosten langgestreckte Parkanlage aus dem 19. Jahrhundert mit Teichen und Grotte, altem Baumbestand und sog. Pleasureground. | 34080833 | BW             |
| Lichtenberger Straße / Schlossstraße 52° 6′ 9″ N, 10° 14′ 17″ O | Einfriedung        | Die Bruchsteinmauer zieht sich entlang der Lichtenberger Straße und in Verlängerung der Schlossstraße. | 34080902 | BW             |

### Einzelbaudenkmale
| Lage                                                | Bezeichnung | Beschreibung | ID       | Bild |
| --------------------------------------------------- | ----------- | --- | -------- | ---- |
| Alte Poststraße (B6) 52° 5′ 30″ N, 10° 13′ 18″ O    | Grenzstein  | Grenzstein der Landesgrenze zwischen dem Herzogtum Braunschweig (H B) und dem Königreich Hannover (K H)         | 34080716 | BW   |
| Lichtenberger Straße 42 52° 6′ 16″ N, 10° 14′ 50″ O | Wohnhaus    | Um 1800 als Forsthaus errichtetes eingeschossiges Fachwerkgebäude unter einem Halbwalmdach mit einem Zwerchhaus | 34080925 | BW   |
| Unterm Bodenberg 7 52° 6′ 3″ N, 10° 14′ 7″ O        | Wohnhaus    | Um 1780 errichtetes zweigeschossiges Fachwerkgebäude auf einem Werksteinsockel unter einem Schopfwalmdach       | 34081049 | BW   |

## Rhene

### Gruppe: Kirchhof Rhene
Die Gruppe „Kirchhof Rhene“ besteht neben der 1542 erstmals erwähnten Kirche aus dem Kirchhof, einem Gedenkstein und einem Kriegerdenkmal und hat die ID 33965897.

| Lage                                     | Bezeichnung    | Beschreibung | ID       | Bild           |
| ---------------------------------------- | -------------- | --- | -------- | -------------- |
| Dorfstraße 2 52° 5′ 41″ N, 10° 12′ 32″ O | Kirche         | Vermutlich Anfang des 16. Jahrhunderts errichtete rechteckige Saalkirche aus verputztem Bruchsteinmauerwerk unter einem Satteldach mit einem Dachreiter | 34081073 | Weitere Bilder |
| Dorfstraße 2 52° 5′ 40″ N, 10° 12′ 32″ O | Kirchhof       | Bereits früh, möglicherweise im 15./16. Jahrhundert, angelegter Kirchhof. Bestattungen fanden hier bis 1955 statt.                                      | 34081097 | BW             |
| Dorfstraße 2 52° 5′ 41″ N, 10° 12′ 32″ O | Kriegerdenkmal | Denkmal für die Gefallenen des Ersten Weltkrieges | 34081119 | BW             |
| Dorfstraße 2 52° 5′ 41″ N, 10° 12′ 32″ O | Gedenkstein    | 1845 errichteter Sandsteinpfeiler | 34081141 |                |

### Einzeldenkmale
| Lage                                          | Bezeichnung  | Beschreibung                                                                                             | ID       | Bild |
| --------------------------------------------- | ------------ | --- | -------- | ---- |
| Alte Poststraße 7 52° 5′ 41″ N, 10° 12′ 35″ O | Spritzenhaus | Anfang des 20. Jahrhunderts errichtetes Ziegelgebäude unter einem Satteldach mit erhaltener Ausstattung. | 50877523 |      |

### Ehemalige Baudenkmale
| Lage                                     | Bezeichnung | Beschreibung                                                                                                 | ID       | Bild |
| ---------------------------------------- | ----------- | --- | -------- | ---- |
| Graupenmühle 52° 5′ 26″ N, 10° 12′ 42″ O | Wehr        | Um 1900 errichtetes Schützenwehr an der Innerste mit Flügelmauern. 1993 aus dem Denkmalverzeichnis entfernt. | 34081165 | BW   |

## Wartjenstedt

### Gruppe: Bindermühle
Die Gruppe „Bindermühle“ ist eine Mühlenanlage, die 1448 erstmals erwähnt wurde. Sie besteht aus mehreren Fachwerkgebäuden aus dem 18. und 19. Jahrhundert südöstlich des Dorfs. Die Mühle wurde 1956 stillgelegt. Die historische Technik wurde entfernt und gegen eine Stromturbine ersetzt. Die Gruppe hat die ID 33968699.

| Lage                                      | Bezeichnung | Beschreibung | ID       | Bild |
| ----------------------------------------- | ----------- | --- | -------- | ---- |
| Bindermühle 2 52° 5′ 59″ N, 10° 11′ 35″ O | Mühle       | 1720 errichtete zweigeschossige Fachwerkmühle unter einem Halbwalmdach | 34081282 | BW   |
| Bindermühle 2 52° 5′ 59″ N, 10° 11′ 36″ O | Scheune     | Zwischen 1720 und 1750 errichtete Fachwerkscheune mit Längsdurchfahrt einem Satteldach                                                                                          | 34081330 | BW   |
| Bindermühle 2 52° 5′ 59″ N, 10° 11′ 36″ O | Stall       | Laut Inschrift 1834 errichteter Fachwerkstall mit Quereinfahrt unter einem Satteldach                                                                                           | 34081356 | BW   |
| Bindermühle 2 52° 5′ 59″ N, 10° 11′ 34″ O | Anbau       | Anbau an den früheren Wohn- und Mühlenteil. 2001 mangels Denkmalwert aus dem Denkmalverzeichnis entfernt.                                                                       | 34081380 | BW   |
| (Bindermühle) 52° 5′ 58″ N, 10° 11′ 34″ O | Graben      | Der Mühlengraben fließt südlich der Bindermühle vom Mühlenteich zurück in die Innerste.                                                                                         | 34081435 | BW   |
| Bindermühle 2 52° 5′ 58″ N, 10° 11′ 34″ O | Wehr        | Der Betonkanal des Mühlengrabens wird am südlichen Giebel der Mühle vorbeigeführt. Über die Stauvorrichtung führt ein Steg. Ein Eichpfahl dient zur Regulierung des Durchlaufs. | 34081463 | BW   |

### Gruppe: Kirchhof Wartjenstedt
Die Gruppe „Kirchhof Wartjenstedt“ besteht aus der Kirche, dem Kirchhof und einem historischen Grabmal und hat die ID 33965913.

| Lage                                   | Bezeichnung | Beschreibung | ID       | Bild |
| -------------------------------------- | ----------- | --- | -------- | ---- |
| Zur Quelle 52° 6′ 22″ N, 10° 11′ 33″ O | Kirche      | Die 1870 bis 1873 nach den Plänen von Conrad Wilhelm Hase errichtete neogotische Saalkirche aus Quadermauerwerk unter einem Satteldach wird durch den Westturm aus Bruchsteinmauerwerk aus dem Mittelalter ergänzt. | 34081190 | BW   |
| Zur Quelle 52° 6′ 22″ N, 10° 11′ 33″ O | Kirchhof    | Der Kirchhof birgt zahlreiche alte Grabsteine aus dem 19. Jahrhundert und wird mit einer Mauer aus Quadersteinen eingefriedet.                                                                                      | 34081214 | BW   |
| Zur Quelle 52° 6′ 22″ N, 10° 11′ 34″ O | Grabmal     | 1832 errichtetes Grabmal für Carl (und später auch für seinen Sohn Friedrich) Ahrens aus Kalksteinsockel, Sandsteinblock, Kalksteinabdeckung mit Urnenkrone.                                                        | 34081238 | BW   |

### Ehemalige Baudenkmale
| Lage                                               | Bezeichnung | Beschreibung                                                                                      | ID       | Bild |
| -------------------------------------------------- | ----------- | ------------------------------------------------------------------------------------------------- | -------- | ---- |
| Hildesheimer Straße 14 52° 6′ 22″ N, 10° 11′ 36″ O | Posthof     | Zweigeschossiges Fachwerkgebäude unter einem Halbwalmdach. Aus dem Denkmalverzeichnis gestrichen. | 34081263 | BW   |